# پاسیرانو
پاسیرانو (به ایتالیایی: Passirano) یک کومونه در ایتالیا است که در استان برشا واقع شده‌است.

## خصوصیات
پاسیرانو ۱۳ کیلومترمربع مساحت و ۷٬۱۹۶ نفر جمعیت دارد و ۲۵۰ متر بالاتر از سطح دریا واقع شده‌است.